# Заградже (община Соколац)
Заградже (на сръбски: Заграђе) е село в Босна и Херцеговина, разположено в община Соколац, в ентитета на Република Сръбска. Намира се на 803 метра надморска височина. Населението му според преброяването през 2013 г. е 17 души, от тях: 17 (100 %) сърби.

## Население
Численост на населението според преброяванията през годините:
- 1961 – 169 души
- 1971 – 125 души
- 1981 – 67 души
- 1991 – 43 души
- 2013 – 17 души